# Bognár Gyöngyvér
Bognár Gyöngyvér (Balassagyarmat, 1972. január 31. –) Jászai Mari-díjas magyar színésznő.

## Élete és pályafutása
1991–1992-ben az Arany János Színház stúdiójában kezdett komolyabban a színészettel foglalkozni, 1995 és 1998 között a Gór Nagy Mária Színitanoda hallgatója volt. 1992-től a Radnóti Színházban, 1998-tól a Szegedi Nemzeti Színházban szerepelt. 2003–2021 között a kecskeméti Katona József Színház tagja volt. 2012-ben Jászai Mari-díjat kapott. Rendszeresen szinkronizál is. 
Családjával 2021-ben Amerikába költöztek. Itt óvónőként dolgozik.

### Magánélete
Férje Szász János filmrendező. Két gyermekük van.

## Fontosabb színházi szerepei
- Shakespeare: Sok hűhó semmiért... Hero
- Shakespeare: Szentivánéji álom... Hermia
- Shakespeare: Lear király... Regan
- Shakespeare: Falstaff... Lepedő Dolly
- Shakespeare: Hamlet... Gertrud
- Shakespeare: Harmadik Richárd... Anna
- Friedrich Schiller: Don Carlos... Eboli hercegnő
- Schiller: Ármány és szerelem... Lady Milford
- Johann Nepomuk Nestroy: A talizmán... Flóra
- Ifj. Alexandre Dumas: A kaméliás hölgy... Prudance
- Csehov: Sirály... Nyina
- Csehov: Három nővér... Natalja Ivanovna
- Csehov: Ványa bácsi... Jelena Andrejevna, Szerebrjakov felesége
- Csehov: Apátlanul (Platonov)... Anna Petrovna Vojnyiceva, fiatal özvegy, tábornokné
- Bulgakov: Mester és Margarita... Hella
- Bulgakov: Álszentek összeesküvése... Mariette Rival
- Federico García Lorca: Vérnász... Anya
- Bertolt Brecht: Kurázsi mama és gyerekei... Kattrin Haupt
- Brecht: Galilei élete... Virginia
- John Osborne: Dühöngő ifjúság... Helena Charles
- Tennessee Williams: Macska a forró bádogtetőn... Mae Pollit
- Heinrich von Kleist: Az eltört korsó... Márta asszony
- Peter Weiss: Marat/Sade... Simone Evrard
- David Seidler: A király beszéde... Erzsébet, yorki hercegné
- Ken Kesey: Száll a kakukk fészkére... Ratched nővér
- Roland Schimmelpfennig: Látogatás apánál... Szonya
- Joseph Kesselring: Arzén és levendula... Elaine Harper
- Osvaldo Golijov–Barta Dóra: Garcia Lorca háza... Yerma (Marcolfa)
- Ljudmila Jevgenyjevna Ulickaja: orosz lekvár... Varvara (Váva) (Natlaja Ivanovna idősebbik lánya)
- Vörösmarty Mihály: Csongor és Tünde... Ilma
- Molnár Ferenc: Liliom... Muskátné
- Molnár Ferenc: Úri divat... Alapos hölgy
- Füst Milán: Boldogtalanok... Nemesváraljai Gyarmaky Róza (nyomdai munkáslány)
- Örkény István: Tóték... Ágika
- Weöres Sándor: A kétfejű fenevad... Báthory Susánna (hercegnő)
- Romhányi József – Fényes Szabolcs: Hamupipőke... Gyöngyike
- Forgách András: Holdvilág és utasa... Erzsi

## Filmes és televíziós szerepei
- Hotel Margaret (2022) – Schwarzenberg Judit
- A tanár (2021) – Bihari Mónika
- Keresztanyu (2021) – Váradi Katalin
- Foglyok (2019) – Eta
- Válaszcsapás (2017)…Tudósnő
- A hentes, a kurva és a félszemű (2017) – Madam
- Barátok közt (magyar drámasorozat 2012, 2015) – Holman Rita
- A nagy füzet (német-francia-magyar-osztrák dráma, 2013) – Anya
- Vége (magyar kisjátékfilm, 2010)
- Ópium – Egy elmebeteg nő naplója (magyar-német-am. filmdráma, 2007) – Gizella szobatársa
- Família Kft. (1995) – Bea

## Díjai, elismerései
- Őze Lajos-díj (Gyulai Várszínház, 2000)
- Jászai Mari-díj (2012)
- Évad Színésznője Díj (Kecskemét, 2012)